# Роуз-Сити (Техас)
Роуз-Сити (англ. Rose City) — город в округе Ориндж, штат Техас, США. Население по данным переписи 2000 года составляет 519 человек.

## География
Расположен на востоке Техаса в 7 км восточнее Бомонта. Является частью агломерации Бомонт—Порт-Артур. По данным Бюро переписи населения США площадь города составляет 4,5 км².

## История
В 1950 году к югу от города было открыто нефтяное месторождение Роуз-Хилл.

## Население
По данным переписи населения 2000 года, в городе проживало 519 человек, в составе 190 домашних хозяйств и 126 семей. Плотность населения была 116,5 человек на квадратный километр. Насчитывалось 215 жилых домов при плотности покрытия 48,3 построек на квадратный километр. Расовый состав населения был 91,52 % белых, 0,58 % коренных американцев, 1,16 % азиатов, 4,43 % прочих рас, и 2,31 % представители двух или более рас. Испанец или латиноамериканец любой гонки были 10,40 % населения являлись испано- или латиноамериканцами.
Из 190 хозяйств 31,6 % воспитывают детей возрастом до 18 лет, 51,6 % супружеских пар, живущих вместе, 8,4 % женщин-одиночек, и 33,2 % не имели семей. 23,7 % от общего количества живут самостоятельно, в том числе 8,9 % одинокие старики в возрасте от 65 лет и старше. В среднем на каждое хозяйство приходилось 2,73 человека, среднестатистический размер семьи составлял 3,32 человека.
Показатели по возрастным категориям в городе были следующие: 29,3 % моложе 18, 11,6 % от 18 до 24, 28,5 % от 25 до 44, 19,5 % от 45 до 64, и 11,2 %, старше 65 лет. Средний возраст составлял 31 год. Для каждых 100 женщин приходилось 101,9 мужчин. На каждых 100 женщин в возрасте 18 лет и старше приходилось 100,5 мужчин.
На каждых 100 женщин в возрасте 18 лет и старше приходилось 27 344 $, на семью — 31 429 $. Среднестатистический заработок мужчины был 31 923 $ против 16 591 $ для женщины. Доход на душу населения в городе был 12 143 $. Около 14,6 % семей и 15,1 % общего населения зарабатывало ниже прожиточного минимума. Среди них было 17,4 % тех, кому ещё не исполнилось 18 лет, и 12,5 % тех, кому было уже больше 65 лет.